# محمد بن إبراهيم بن الحارث التيمي
محمد بن إبراهيم بن الحارث التيمي تابعي مدني، من علماء وفقهاء المدينة، وأحد رواة الحديث النبوي. روى له الجماعة.

## نسبه وأسرته
- هو مُحَمَّد بن إِبْرَاهِيم بن الْحَارِث بن خَالِد بن صخر بن عامر بن كعب بن سعد بْن تيم بْن مرة.
- كان جده الحارث بن خالد بن صخر من المهاجرين الأولين.
- هُوَ من أبناء عمومة أبي بكر الصديق.
- أمه حفصة بِنْت أَبِي يَحْيَى،.
- كان من قدماء موالي بني تيم، وهم عدد بالمدينة ثُمَّ انتموا إليهم حديثا من الزمان، فولد مُحَمَّد بْن إِبْرَاهِيم: 
  - مُوسَى بْن مُحَمَّد، كان فقيها محدثًا، وإبراهيم، وإسحاق، وأمهم أم عِيسَى بِنْت عِمْران بْن أَبي يَحْيَى.[1]

## سيرته
كان من علماء المدينة، مع سالم بن عبد الله بن عمر بن الخطاب ونافع المدني، رأى سعد بن أبي وقاص، يكنى أبا عبد الله، وكان ثقة كثير الحديث، ومات سنة 120 هـ، قال أبو حسان الزيادي: «مات سنة تسع عشرة ومائة، وهو ابن أربع وسبعين، وقد سمعت أنه مات سنة عشرين. وكان عريف قومه.»، وقال خليفة بن خياط: مات سنة 121 هـ.

## روايته للحديث النبوي
- روى عن: أنس بن مالك، أسامة بن زيد، وأسيد بن حضير مرسل، وبسر بْن سَعِيد، وجابر بن عبد الله بن عمرو بن حرام، وحمران بن أبان، وخالد بن معدان، وسلمة بْن أَبي الطفيل، وعامر بن سعد بن أبي وقاص، وعَبد اللَّهِ بْن حنين، وعبد الله بن عباس يقال: مرسل، وعبد الله بن عمر بن الخطاب كذلك، وعبد الرحمن بن أزهر الزُّهْرِيّ، وعبد الرحمن بن بجيد الأَنْصارِيّ، وعبد الرحمن بْن عُثْمَان التَّيْمِيّ، وعبد الرحمن بْن يعقوب مولى الحرقة، وعروة بن الزبير، وعطاء بن يسار، وعلقمة بن وقاص الليثي، وعُمَر بْن الحكم بن ثوبان، وخاله عِمْران بْن أَبي يَحْيَى التَّيْمِيّ، وعمير مولى آبي اللحم، وعيسى بن طلحة بن عبيد الله، وقيس بن عمرو الأَنْصارِيّ، ومَالِك بْن أَبي عَامِر الأصبحي، ومُحَمَّد بن ثَابِت بْن شرحبيل، ومُحَمَّد بْن عَبد اللَّهِ بْن زَيْد بْن عبد ربه الأَنْصارِي، ومحمود بن لبيد، ومعاذ بن عبد الرحمن التيمي، ونافع بْن عجير، وأَبِي بَكْر بْن سُلَيْمان بْن أَبي خَيْثَمَة، وأبي حازم التمار وأبي سعيد الخدري، وأبي سلمة بن عبد الرحمن بن عوف، وأَبِي عَبد اللَّهِ، وأبي الهيثم بن نصر ابن دهر الأَسلميّ، وعائشة بنت أبي بكر.
- روى عنه: أسامة بْن زيد الليثي، وتوبة العنبري، وحميد بْن قَيْس الأَعْرَج، وسعد بن سعيد الأنصاري، وعبد الله بْن طاووس، وعبد ربه بن سعيد الأنصاري، وعبد الرحمن الأوزاعي، وعُبَيد الله بن عُمَر العُمَري، وعمارة بن غزية، ومحمد بن إسحاق بن يسار، ومحمد بن عجلان، ومحمد بن عمارة بْن عَمْرو بْن حزم الأَنْصاري، ومحمد بْن عَمْرو بْن علقمة بْن وقاص الليثي، ومحمد بن مسلم بن شهاب الزهري، وابنه مُوسَى بْن مُحَمَّد بْن إِبْرَاهِيم التَّيْمِي، وهشام بن عروة، ويحيى بن سعيد الأنصاري، ويحيى بن أبي كثير، ويزيد بْن عَبد اللَّهِ بْن الهاد.[1]
- الجرح والتعديل: وثّقه يحيى بن معين وأبو حاتم الرازي والنسائي وابن خراش،[2] ومحمد بن سعد البغدادي، قال أحمد بن حنبل: «في حديثه شيء، يروي أحاديث مناكير أو منكرة، والله أعلم»،[3] وقال ابن حجر العسقلاني: «ثقة له أفراد»، وذكر الذهبي أحد غرائه المنفرد بها،[2] ذكره ابن حبان في كتاب الثقات، روى له الجماعة.[1]